# Chapada da Natividade
Chapada da Natividade est une municipalité brésilienne située dans l'État du Tocantins.